# Alkantarzyści
Dyskalceaci (Ordo Fratrum Minorum Discalceatum) bądź alkantarzyści lub alkantaryni – ruch odnowy w łonie Zakonu Braci Mniejszych utrzymujący żywe pragnienie surowszej dyscypliny. Dyskalceaci opierali się na dziele św. Piotra z Alkantary (stąd ich nazwa), który stał się ich przełożonym. Rozwinęli się szczególnie w Hiszpanii, Portugalii i we Włoszech w okresie XVI-XIX w. Próba ich osiedlenia się na ziemiach polskich nie powiodła się. Ostatecznie kres ich istnieniu położyła Unia Leoniańska.

## Alkantarzyści na ziemiach polskich

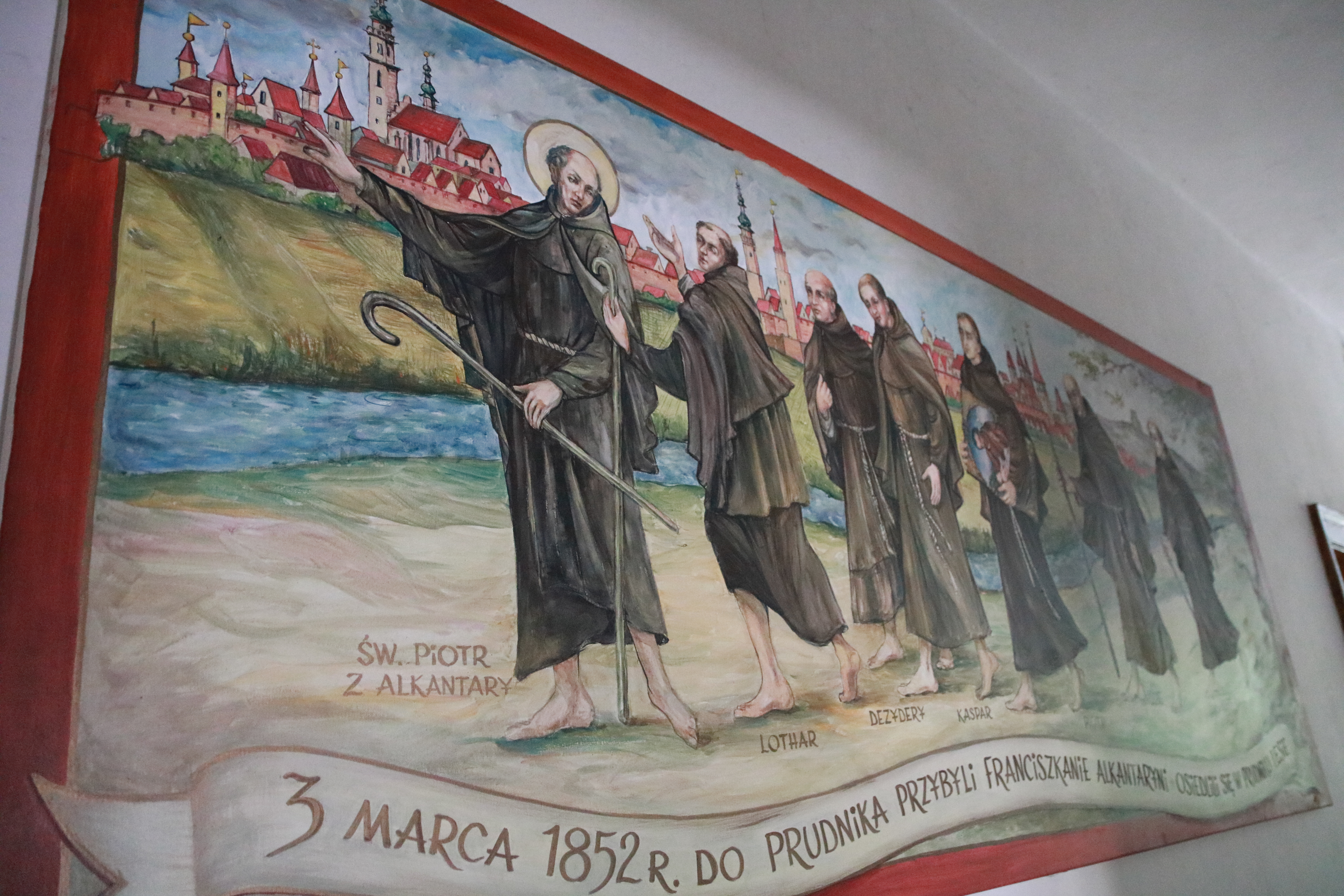
Obraz przedstawiający przybycie alkantarzystów do Prudnika

Jedyna obecność alkantarzystów na ziemiach polskich wiąże się z postacią zakonnika Lotara, niegdyś alumna prowincji saksońskiej, który w odpowiedzi na propozycję biskupa wrocławskiego kardynała Diepenbrocka dotyczącą założenia na terenie diecezji konwentu zakonnego alkantarzystów, przybył 21 lutego 1852 do Prudnika. Alkantarzyści otrzymali w darze od mistrza rzeźnickiego, radnego Franciszka Schneidera, kawałek ziemi o powierzchni, 12 morgów, położony w lasku poza miastem w okolicy Koziej Góry.
Zakonnicy 22 marca 1852 rozpoczęli budowę klasztoru, którą ukończono w lipcu. 9 sierpnia 1852 biskup poświęcił klasztor z kaplicą. Alkantarzystom nie układała się współpraca z nowym wrocławskim biskupem Heinrichem Försterem. W wyniku konfliktu z księżmi diecezjalnymi w lutym 1855, alkantarzyści z nakazu biskupa Förstera, opuścili klasztor w Prudniku.